# Mauro Santambrogio
Mauro Santambrogio (Erba, 7 ottobre 1984) è un ex ciclista su strada italiano, professionista dal 2004 al 2015 e vincitore della Tre Valli Varesine 2009.

## Carriera
Dopo importanti vittorie nella categoria Juniores con il CC Canturino e un anno tra i dilettanti con il G.S. Maserati Viris, passa professionista nel 2004 tra le file del Team LPR-Piacenza. L'anno dopo ottiene il primo successo da pro, al Giro del Lago Maggiore; rappresenta inoltre la Nazionale italiana Under-23 in occasione dei XV Giochi del Mediterraneo, vincendo la medaglia di bronzo nella prova in linea, e dei campionati del mondo di Madrid.
Nel 2006 si trasferisce alla Lampre-Fondital, mentre nel 2007 corre mezza stagione con la Tenax-Menikini prima di tornare alla Lampre. Con la formazione di Giuseppe Saronni nell'agosto 2009 vince la Tre Valli Varesine, al termine di una lunga fuga, e si classifica secondo nella Coppa Agostoni; si aggiudica anche la classifica del Trittico Lombardo e il diamante messo in palio dalla regione Lombardia. Dopo questi risultati viene convocato in Nazionale dal CT Franco Ballerini come riserva in occasione della prova in linea dei campionati del mondo di Mendrisio.
Nel 2010 si trasferisce al BMC Racing Team, squadra Professional Continental statunitense; in quella stagione giunge nuovamente secondo alla Coppa Agostoni, battuto in volata da Francesco Gavazzi, nonché ottavo al Giro di Lombardia. Nel giugno dell'anno dopo è quindi secondo al Giro di Toscana, preceduto da Daniel Martin, e nella prova in linea dei campionati italiani, alle spalle di Giovanni Visconti. Nel 2012 non ottiene vittorie, si piazza però sesto alla Clásica San Sebastián e quarto al Giro di Lombardia.
Nel 2013 lascia il BMC Racing Team e passa alla Vini Fantini-Selle Italia. Inizia la stagione con ottimi piazzamenti, concludendo in settima posizione la Tirreno-Adriatico e in seconda il Giro del Trentino. Il 18 maggio conquista la sua prima tappa al Giro d'Italia, precedendo Vincenzo Nibali sull'arrivo in salita di Bardonecchia. Il 3 giugno successivo, però, viene riscontrata la sua positività all'EPO nei controlli antidoping effettuati dopo la prima tappa del Giro: in attesa delle decisioni della giustizia sportiva, Santambrogio viene licenziato dalla sua squadra. In seguito viene squalificato dalla Federciclismo per due anni, poi ridotti a 18 mesi per la collaborazione con la Commissione di riforma per il ciclismo UCI, fino cioè al 2 novembre 2014.
Nell'ottobre 2014 annuncia il rientro all'agonismo con la maglia dell'Amore & Vita di Ivano Fanini. Durante la sospensione, il 22 ottobre 2014 (11 giorni prima della decorrenza), gli viene però riscontrata una nuova positività, questa volta al testosterone, che gli costa un'ulteriore squalifica di tre anni, con scadenza al 21 ottobre 2017. Nell'agosto 2015 annuncia così l'addio alle corse per dedicarsi a una struttura destinata al turismo cicloamatoriale a Scansano.

## Palmarès
- 2003 (Dilettanti Elite/Under-23)

Trofeo Hotel Gemelli
- 2005

Giro del Lago Maggiore
- 2009

Tre Valli Varesine
- 2013

Gran Premio Industria e Artigianato

### Altri successi
- 2009

Classifica scalatori Volta ao Algarve
Trittico Lombardo

## Piazzamenti

### Grandi Giri
- Giro d'Italia

2008: ritirato (11ª tappa)
2010: ritirato (11ª tappa)
2012: 86º
2013: 9º revocato
- Tour de France

2009: 132º
2010: ritirato (15ª tappa)
- Vuelta a España

2008: 121º
2011: 88º
2012: 58º

### Classiche monumento
- Milano-Sanremo

2005: ritirato
2013: 38º
- Liegi-Bastogne-Liegi

2008: ritirato
2009: ritirato
2011: ritirato
2012: 26º
- Giro di Lombardia

2005: ritirato
2006: 49º
2008: ritirato
2009: 17º
2010: 8º
2011: ritirato
2012: 4º

### Competizioni mondiali
- Campionati del mondo

Zolder 2002 - In linea Juniores: 8º
Madrid 2005 - In linea Under-23: ritirato